# Haplochromis desfontainii
Haplochromis desfontainii é uma espécie de peixe da família Cichlidae.
Pode ser encontrada nos seguintes países: Argélia e Tunísia.
Os seus habitats naturais são: nascentes de água doce, terras irrigadas, canais e valas.
Está ameaçada por perda de habitat.